# Рахманово (Нижегородская область)
Рахманово — деревня в Вадском районе Нижегородской области. Входит в состав Лопатинского сельсовета.
Деревня располагается на левом берегу реки Пьяны.
| 1999 | 2002 | 2010 |
| ---- | ---- | ---- |
| 63   | ↘55  | ↘39  |